# クリフトン・サントフリート
クリフトン・サントフリート（Clifton Sandvliet、1977年8月18日 - ）は、スリナム・パラマリボ出身の元サッカー選手。元スリナム代表である。ポジションはMF。

## 経歴
ウォーキング・ボーイズ・カンパニーでは、2回のスリナム・リーグ優勝、1回のスリナム･カップ準優勝、2回のスリナム大統領カップ優勝を果たした。また、これまでにスリナム・リーグの得点王を2回獲得した。

## 所属クラブ
- 2000-2003  Surinaams National Leger
- 2003-2004  S.V. Transvaal
- 2004-2012  ウォーキング・ボーイズ・カンパニー